# Hana
Hana (jap. はな, ハナ) – żeńskie imię japońskie

## Możliwa pisownia
Hana można zapisać, używając wielu różnych znaków kanji i może znaczyć m.in.:
- 花, „kwiat”[1]
- 華, „kwiat”

## Postacie fikcyjne
- Hana Asakura (花), główny bohater mangi Funbari no uta
- Hana Inuzuka (ハナ), bohaterka mangi i anime Naruto
- Hana Makihatayama (花), bohaterka serii Ojamajo Doremi
- Hana Kurokawa, bohaterka serii Katekyo Hitman Reborn